# Katedrála svatého Munga

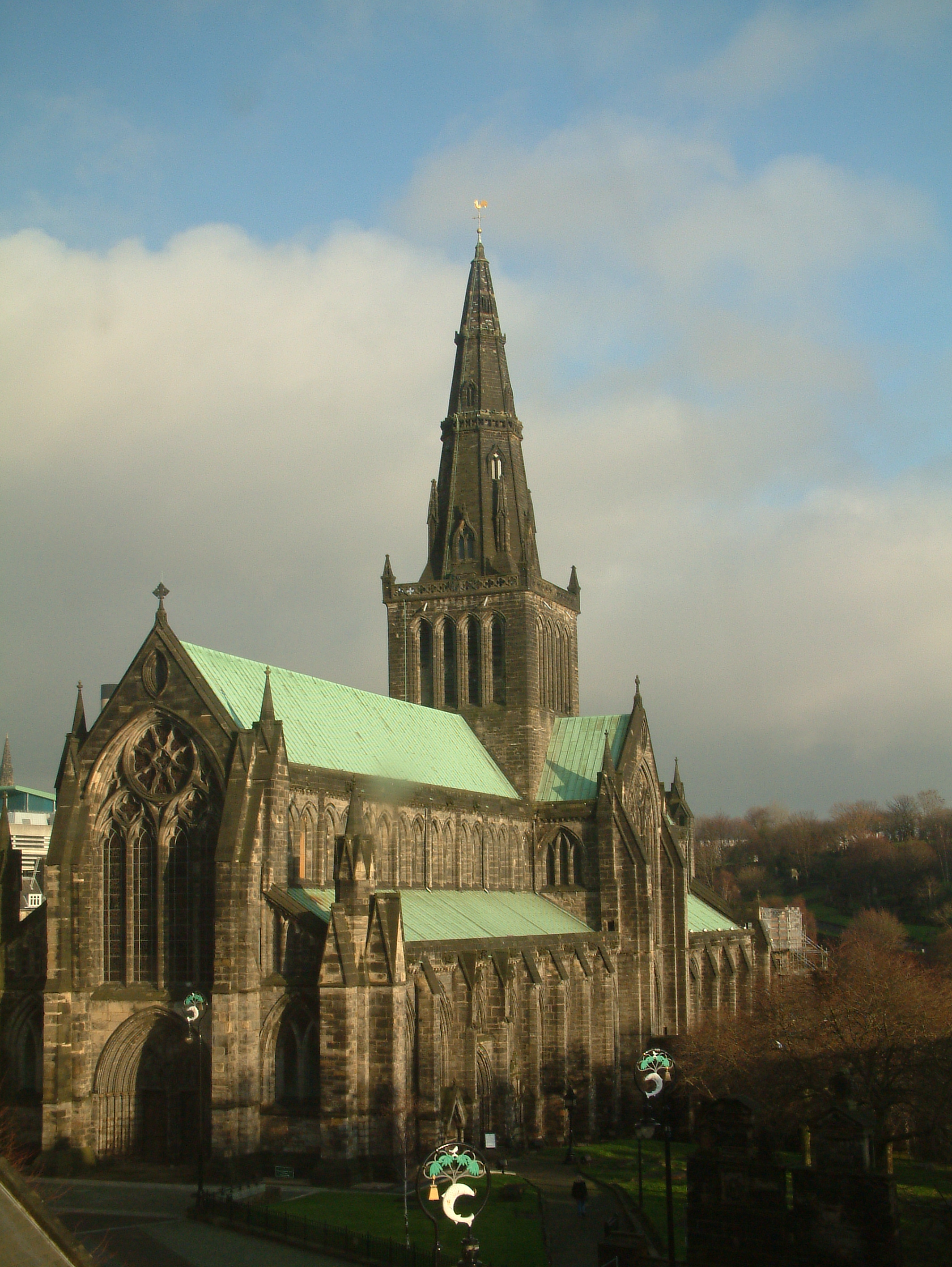
katedrála sv. Munga

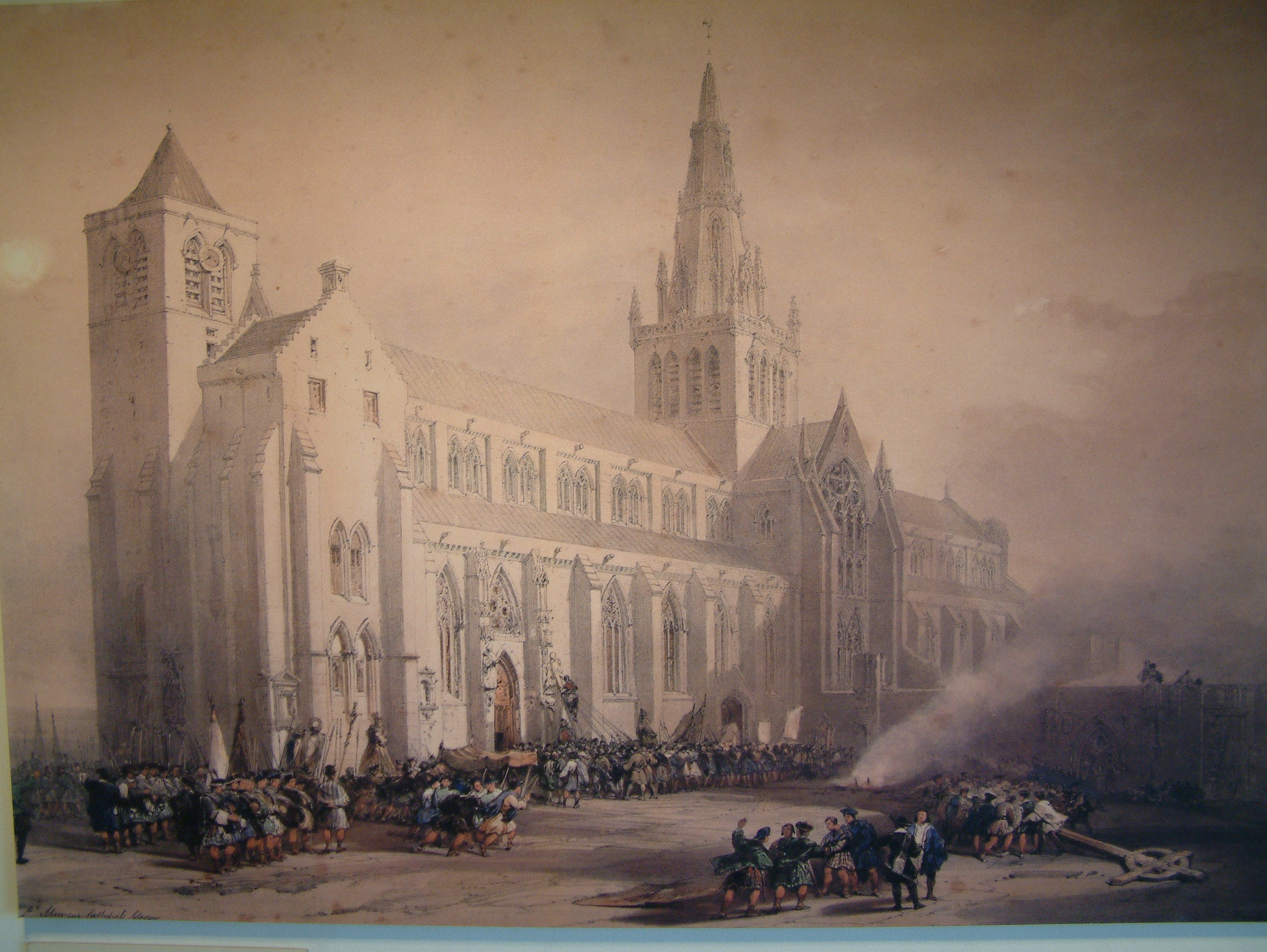
Během protestantské revoluce v 16. století byly všechny katolické dekorativní a obřadní věci z interiéru spáleny.

Katedrála sv. Munga se nachází ve skotském městě Glasgow, nedaleko samotného centra města. Je postavena v místech, kde svatý Mungo nechal postavit kostel, jenž se vázal k založení samotného města. V místech, kde stojí katedrála, byl Mungo také pochován. Katedrála je postavena v gotickém slohu.

## Historie
Jak už bylo uvedeno, první stavbou zde byl kostel, vystavěný patronem města, svatým Mungem. Ten byl později nahrazen katedrálou, jejíž základní kámen položil David I. v roce 1136. Další důležitý časový údaj v historii katedrály je kolem roku 1400, kdy byla těžce poškozena za silné bouře. Opravy po této destrukci trvaly celých 100 let, než se budova vrátila do původního stavu. Kolem roku 1500 byly postaveny v západní části stavby dvě věže různých velikostí, z nichž jedna v sobě ukrývala zvon – symbol sv. Munga, který byl zničen na začátku 19. století. Součástí katedrály je velká novodobá sbírka vitrážních skel v oknech stavby, vyrobených z doby do roku 1947, respektive 1958, zobrazující historické výjevy ze života Munga, jako třeba setkání se sv. Kolumbem.

## Současnost
Dnes se v kapli katedrály provádí klasické bohoslužby, je zde také obchod se suvenýry, průvodce a jasné popisky, spolu s letáky v několika jazycích.